# 迷走廣州
《迷走廣州》（英語：Mickey on the Road），是台灣電影導演陸慧綿編導的首部劇情長片。該片於2020年台北電影節舉行世界首映。由張雅玲、葉寶雯、苗可麗、徐裕傑主演。該片主演張雅玲獲得第57屆金馬獎最佳女配角入圍，2020年台北電影獎最佳女主角入圍，同年11月入選義大利杜林電影節之國際競賽單元，其放映為該片之歐洲首映。
該片講述一對在台灣宮廟陣頭文化中成長，個性與外貌南轅北轍的好朋友，一起出發到廣州尋找背叛的親人和幻想中的愛人。在陌生又迷離的城市中，兩個女生經歷成長的失落，夢醒後重新認識自己。

## 劇情
米淇的父親在她還小的時候離開台灣到廣州開設成衣廠，卻一去不回。媽媽不想面對父親已拋棄台灣家庭的殘酷事實，終日渾噩度日。米淇孤單的成長，陪伴她的是她的好朋友晶晶。晶晶是廟會陣頭舞者，外表性感，內心純真的晶晶，有一個喜歡的對象也去了廣州工作，兩人相約一起出發到廣州，展開一段奇幻旅程。
一到廣州行李就被偷了，看似熟悉卻陌生的城市裡，她們認識了在洗浴場工作新朋友，看似是幫助人的好人，卻埋藏不那麼單純的世面。米淇在巴士上邂逅了一個同樣感到孤單的城市人，他覺得米淇像他的一個高中同學。晶晶終於打通了小傑電話，見到了小傑後，對方卻不是自己想像的那樣。最後米淇找到了爸爸，卻發現自己已是一個陌生人。在累積多年的暴怒下，米淇捅了爸爸一刀，和晶晶倉皇跳上摩的逃離。
回到台灣後，兩人重新面對自己的生活，米淇整理和母親的關係，並到廟裡還願跳八將；晶晶也在這個旅途中，從她一廂情願的愛情夢幻中醒來。 

## 演員
- 葉寶雯 飾演 林米淇
- 張雅玲 飾演 晶晶
- 苗可麗 飾演 媽媽
- 徐裕傑 飾演 小傑
- 溫吉興 飾演 爸爸
- 劉繼勛 飾演 付俞
- 蔡明修 飾演 廟公
- 吳金葉 飾演 廟方主事者
- 鄭永岳 飾演 八將成員
- 陳彥嘉 飾演 八將成員
- 蔡哲文 飾演 八將成員

## 影展、得獎與提名紀錄
- 2022 溫哥華國際女性影展 最佳剪輯獲獎
- 2022 巴西聖保羅國際影展（南美洲首映）
- 2021 韓國富川國際奇幻影展
- 2021 紐約亞美國際影展 最佳美術設計獲獎
- 2021 新加坡華語電影節
- 2020 溫哥華國際影展入選 （北美洲首映）
- 2020 義大利都靈影展國際長片競賽入圍 （歐洲首映）
- 2020 金馬獎最佳女配角入圍
- 2020 金馬獎國際費比西影評人獎入圍
- 2020 高雄電影節入選
- 2020 上海國際電影節亞洲新人獎 入圍
- 2020 台北電影節最佳女主角入圍 （世界首映）
- 2019 金馬獎創投 WIP
- 2018 台灣電影優良劇本獎  (以劇名漂浪之鳥參賽）

## 外部連結
- 台灣電影網上《迷走廣州》的資料（繁體中文）
- 開眼電影網上《迷走廣州》的資料（繁體中文）
- Yahoo奇摩電影上《迷走廣州》的資料（繁體中文）